# Џамал Ли Адамс
Џамал Ли Адамс (енгл. Jamal Lee Adams; Луивил, 17. октобар 1995.) професионални је играч америчког фудбала. Игра на позицији стронг сејфтија у екипи Њујорк Џетса (Америчка фудбалска конференција). Колиџ фудбал је играо у екипи ЛСУ, и био је драфтован у драфту 2017. године у првој рунди.

## Детињство
Адамс је похађао средњу школу Хеброн у Каролтону. У последње две сезоне у тој школи је имао 138 обарања заједно са 7 пресечених додавања као и 20 тачдаунова у нападу.

## Колиџ каријера
У својој првој години на колиџу ЛСУ у 2014, Aдамс је играо у свих 13 утакмица, од којих је у две био у стартној постави. У тој сезони је имао 66 обарања и један сек. Након што је у својој другој години био изабран у други нјабољи тим колиџ фудбала и у својој трећој сезони у први најбољи тим колиџ фудбала, Адамс је 6. јануара 2017. године најавио да се неће вратити да одигра своју последњу сезону за ЛСУ, већ да ће се пријавити за драфт.

### Колиџ статистикa
| Година   | Тим      | Одигране утакмице | Одбрана | Одбрана | Одбрана | Одбрана    | Одбрана   |
| Година   | Тим      | Одигране утакмице | Обарања | Губитак | Сек     | Пресечених | Избијених |
| -------- | -------- | ----------------- | ------- | ------- | ------- | ---------- | --------- |
| 2014     | LSU      | 12                | 66      | 5.0     | 1.0     | 0          | 0         |
| 2015     | LSU      | 12                | 67      | 5.5     | 0.0     | 4          | 1         |
| 2016     | LSU      | 12                | 76      | 7.5     | 1.0     | 1          | 1         |
| Каријера | Каријера | 36                | 209     | 18.0    | 2.0     | 5          | 2         |

## Професионална каријера

### 2018
Адамс је проглашен капитеном Џетса за сезону 2018. године. Добио је прву пресечену лопту у каријери од Мет Касела у првој утакмици сезоне, против Детроит Лајонса. Џетси су на крају добили утакмицу 48–17. Адамс је своју другу сезону завршио са 115 обарања, 3,5 сека, 3 избијене лопте, 1 покупљеном лоптом и 1 ухваћеном лоптом и започео је свих 16 утакмица. 18. децембра Адамс је први пут у каријери проглашен за Про Бол селекцију. Адамс је именован најбољим одбрамбеним играчем сезоне. Адамс је такође проглашен за други тим Ол-Про током ове сезоне.

### 2019
Пре сезоне 2019. Адамс је рангиран на 37. мјесту у склопу листе НФЛ Топ 100 играча. 18. септембра 2019. године Адамс је кажњен са 21.000 долара због обарања које је извео над Бејкером Мејфилдом у 2. недељи сезоне. У 3. недељи против Њу Ингланд Пејтриотса, Адамс је забележио свој први тачдаун после пресечене лопте у губитку 30-14. Ово је било Адамсова прва пресечена лопта у сезони и његов први тачдаун у каријери. У 10. недељи против Њујорк Џајантса, Адамс је забележио девет обарања и два пута сековао Данијела Џоунса, Џетси су победили ту утакмицу 34-27. Због свог наступа проглашен је дефанзивним играчем недеље. Током 11. недеље против Вашингтон Редскинса, Адамс је завршио са три сека и тако помогао својој екипи да победи 34-17. Током утакмице против Синсинати Бенгалса, Адамс је на почетку утакмице доживео повреду чланка. Одиграо је целу утакмицу али је морао да пропусти наредне две недеље због ове повреде. Вратио се у 16. недељи против Питсбург Стилерса у победи Џетса 16–10. На крају сезоне одабран је за Про Бол и за прву екипу у каријери. Такође је ове сезоне први пут био одабран за први тим Ол-Про током ове сезоне. 

## Статистика каријере
| Година   | Тим      | Утакмице | Утакмице | Обарања | Обарања | Обарања | Обарања | Interceptions | Interceptions | Interceptions | Interceptions | Interceptions | Interceptions | Fumbles   | Fumbles    |
| Година   | Тим      | Одигране | GS       | Укупно  | Соло    | Аст     | Сек     | Одбрањени     | Инт           | Јарде         | Просек        | Најдужи       | ТД            | Избијених | Покупљених |
| -------- | -------- | -------- | -------- | ------- | ------- | ------- | ------- | ------------- | ------------- | ------------- | ------------- | ------------- | ------------- | --------- | ---------- |
| 2017     | NYJ      | 16       | 16       | 83      | 63      | 20      | 2.0     | 6             | —             | —             | 0.0           | —             | —             | 1         | 2          |
| 2018     | NYJ      | 16       | 16       | 115     | 86      | 29      | 3.5     | 12            | 1             | 38            | 38.0          | 38            | 0             | 3         | 1          |
| 2019     | NYJ      | 14       | 14       | 75      | 61      | 14      | 6.5     | 7             | 1             | 61            | 61.0          | 61T           | 1             | 2         | 1          |
| Каријера | Каријера | 46       | 46       | 273     | 210     | 63      | 12.0    | 25            | 2             | 99            | 49.5          | 61            | 1             | 6         | 4          |

## Лични живот
Адамсов отац, тркач Џорџ Адамс, играо је у НФЛ-у од 1985. до 1991. године.